# Faculdade de Direito da Universidade Federal de Pelotas
A Faculdade de Direito da Universidade Federal de Pelotas, também conhecida como Casa de Bruno de Mendonça Lima, é uma unidade da Universidade Federal de Pelotas, no sul do estado do Rio Grande do Sul, destinada ao ensino das ciências jurídicas.
A Faculdade de Direito da UFPel é uma das mais antigas e tradicionais do Brasil (a 11ª a ser criada no país), tendo sido fundada meses depois da Faculdade de Direito Teixeira de Freitas, em Niterói, hoje parte da Universidade Federal Fluminense, e meses antes da Faculdade de Direito do Paraná, hoje parte da Universidade Federal do Paraná.

## História

### Geral
Fundada em 1912, como Faculdade Livre de Direito de Pelotas, funcionou inicialmente no Ginásio Pelotense (atual Colégio Municipal Pelotense), até cerca de 1915. Entre 1915 e 1918 funcionou em diversos endereços, sendo que a partir de 1918, e até o ano de 1929, passa a desenvolver suas atividades em um espaço no interior da Biblioteca Pública Pelotense.
O atual prédio onde funciona a Faculdade, com planta de Affonso Goetze Junior, começou a ser construído em 1928 e foi inaugurado em 11 de agosto de 1929, tendo custado 148:000$000 em valor da época.
Em 1947, a Faculdade de Direito passou a integrar a então recém-criada Universidade do Rio Grande do Sul, de natureza estadual. Em 1950, a Universidade é federalizada pela Lei nº 1.254 de 4 de dezembro de 1950 e passa a se chamar Universidade Federal do Rio Grande do Sul, mantendo o curso de Direito de Pelotas.
Em 1969, mediante o Decreto-Lei nº 750, de 8 de agosto de 1969, é criada a Universidade Federal de Pelotas e a Faculdade de Direito passa a fazer parte desta, e isso se mantém até hoje.
A Faculdade de Direito possui o selo de recomendação da Ordem dos Advogados do Brasil.
Em 2012, ano de seu centenário, os alunos da Faculdade de Direito atingiram o 1º lugar no Rio Grande do Sul e o 6º no Brasil em percentual de aprovados no Exame da Ordem dos Advogados do Brasil.

### As mulheres na Faculdade
Após terem iniciado os seus estudos na Faculdade em 1932, em 1936 a Faculdade de Direito formou as primeiras juristas, sendo elas Sophia Galanternick (primeira promotora pública do Rio Grande do Sul), Heloisa Assumpção Nascimento (a primeira professora de uma Faculdade de Direito do País, na disciplina de Direito de família e sucessões) e Maria Adair Soares. A Faculdade de Direito foi a primeira do Rio Grande do Sul a ter professoras em seu corpo docente, com Rosah Russomano, Heloisa Assumpção Nascimento e outras.
Posteriormente, Gilda Russomano, quando se tornou Diretora da Faculdade, foi a primeira mulher, no Brasil, a dirigir uma faculdade de Direito federal.
Já Rosah Russomano, que foi professora de Direito Constitucional na Faculdade, integrou a Comissão Provisória de Estudos Constitucionais, encarregada de elaborar o Anteprojeto Constitucional para a Constituição brasileira de 1988.

### Instituto de Sociologia e Política (ISP)
O Instituto de Sociologia e Política (ISP) possui sua história vinculada à Faculdade de Direito de Pelotas. Inicialmente composto pelo corpo docente da Faculdade de Direito, e com característica de órgão autônomo, o Instituto de Sociologia e Política foi fundado em 1957, por esforço de Mozart Victor Russomano e por sugestão da UNESCO, como unidade especializada voltada para a pesquisa e extensão, com grande pioneirismo na época, então ainda como parte da Universidade Federal do Rio Grande do Sul. Os professores que atuavam no Instituto eram selecionados de acordo com a expertise em áreas que interessavam ao Instituto, especialmente o Direito do Trabalho. Foi uma das unidades que, em 1969, participou da fundação da Universidade Federal de Pelotas. O instituto passou alguns anos desativado e voltou a funcionar em 1983, como instituto básico, ministrando disciplinas para várias cursos e faculdades da UFPel. Em 2012, o Instituto passou a se denominar Instituto de Filosofia, Sociologia e Política (IFISP).

### Professores cassados durante a ditadura militar
Durante a ditadura militar, a Faculdade de Direito teve alguns de seus professores cassados.
Um dos cassados foi o professor Ápio Cláudio de Lima Antunes, um dos mais importantes advogados criminalistas do Brasil, que anos mais tarde participou do processo de impeachment de Fernando Collor, ao ser um dos que assinaram e entregaram a carta da Ordem dos Advogados do Brasil (OAB) com o pedido de impeachment do então presidente Fernando Collor ao presidente do Congresso Nacional, deputado federal Ibsen Pinheiro.
Outro professor foi Hugolino de Andrade Uflacker, o único juiz gaúcho aposentado compulsoriamente, na data de 8 de outubro de 1964, com fundamento no Ato Institucional Número Um (que suspendeu por seis meses as garantias de vitaliciedade e estabilidade), e que também foi impedido de continuar como professor da Faculdade. A partir de pedido de revisão da aposentadoria realizado pelo desembargador Carlos Roberto Lofego Caníbal, então integrante da Comissão de Direitos Humanos do Tribunal de Justiça do Estado do Rio Grande do Sul (TJ-RS), o Órgão Especial do TJ-RS aprovou em agosto de 2015 a promoção post mortem de Hugolino a desembargador, promoção esta que foi efetivada em 7 de março de 2016.
Posteriormente, em 1969, veio a ser cassado José Pio de Lima Antunes.

## Professores ilustres
- Alexandre Fernandes Gastal
- Bruno de Mendonça Lima (membro da comissão de sete juristas que em 1932 elaborou o primeiro Código Eleitoral brasileiro)
- Celso Luiz Moresco
- Luiz de Mello Guimarães[18]
- Heloisa Assumpção Nascimento
- Ápio Cláudio de Lima Antunes[13]
- Hugolino de Andrade Uflacker[14]
- Henrique Fonseca de Araújo[18]
- Marcelo Apolinário
- Mozart Victor Russomano
- Rosah Russomano

## Alunos ilustres
- Abdon de Mello[18]
- Antônio Ferreira Martins[19]
- Eduardo Leite[20]
- Eduardo Torres (Governador)
- Felipe De Oliveira João
- Sophia Galanternick
- Hermes Pereira de Sousa[18]
- Gilda Russomano